# Nextbike
nextbike (транскр.  Некстбајк) немачка је компанија која развија и управља јавним системима дељења бицикала. Компанија је основана у Лајпцигу у Немачкој 2004. године. Има око 30.000 бицикала у Немачкој, укупно 20 држава света, укључујући Босну и Херцеговину, Хрватску и Словенију. Седиште и производни погони са око 100 запослених налазе се у Лајпцигу. Бицикле и станице одржавају локални сервисни партнери.
Шеме дељења бицикала могу покренути градови и франшизни партнери. Оперативни трошкови финансирају се од закупа и продаје рекламног простора на самим бициклима. Некстбајк такође нуди програме мобилности за колеџе или универзитете и компаније.

## Употреба
Корисници бицикала обично се региструју путем претплатничког система, где је сваки бицикл закључан или за себе или за станицу за изнајмљивање. Ако се користи самостална брава, бицикл се изнајмљује путем мобилног телефонског позива ради добијања кода за откључавање или мобилне апликације скенирањем QR кода којим се бицикл аутоматски откључава. Бицикли се могу вратити физичким закључавањем или преко апликације, хотлајна, терминала или хардвер рачунара. Постоје градови са флексибилном зоном који корисницима омогућују враћање бицикла било где у одређеном подручју уз малу додатну накнаду или бесплатно. Бицикли имају углавном три брзине, звонце и светла, са могућношћу подешавања висине сица.

## Пројекти

### Национални пројекти
Некстбајк ради у немачким градовима попут Берлина, Диселдорфа, Франкфурта, Хамбурга, Лајпцига, Минхена, Нирнберга и Дрездена. Највеће примене система у Немачкој су у Руру, са преко 3.000 бицикала, и Нирнбергу, са преко 750 бицикала и 66 станица. Поред великих градова, Некстбајк има понуду и у око 20 мањих немачких градова, попут Тибингена, у којем има око 50 бицикала.
Берлин
Године 2016. Некстбајк је победио на тендеру за управљање новим системом дељења бицикала у граду Берлину, који је са 2.000 бицикала представљен пролећа 2017. године. По завршетку првог проширења било је доступно 5.000 бицикала на 700 станица. Берлин је тада имао највећи систем дељења бицикала у Немачкој.
KVB-Rad
Од 2015. године Некстбајк заједно с јавним превозним предузећем Келна нуди око 1.000 бицикала за изнајмљивање. Доступни су свуда унутар флекс зоне и допуњују систем јавног превоза.
metropolradruhr
Метрополрадрур је представљен 2010. године као највећи регионални систем дељења бицикала у Немачкој. Повезује десет градова као што су Дортмунд, Бохум, Есен и Оберхаузен. Бицикли се могу вратити у било којем од ових десет градова.
ebikestationen
У 2013. години, регион Штутгарт започео је пројекат е-бицикла „Нец-Е-2-Р” који укључује пет административних округа. Е-бицикли се могу изнајмити на 15 покривених станица.
VRNnextbike
Године 2015, Некстбајк је заједно с транспортним удружењем региона Рајна-Некар лансирао још један међуградски систем дељења бицикала са више од 400 бицикала који повезују Манхајм, Хајделберг, Лудвигсхафен, а од 2016. такође Бенсхајм и Шпајер. Некстбајк сарађује са локалним универзитетима и колеџима који нуде посебне услове за студенте.

### Међународни пројекти
На међународном нивоу, Некстбајк делује у преко 200 градова у 20 држава. Бицикла се, између осталог, могу изнајмити у Аустрији, Швајцарској, Холандији, Летонији, Пољској, Новом Зеланду, Турској, Бугарској, Босни и Херцеговини, Хрватској, Чешкој, Кипру, Дубаију, Мађарској, Украјини, Уједињеном Краљевству и Сједињеним Државама. Две највеће шеме за изнајмљивање бицикала којима управља Некстбајк су Ветурило у Варшави са 5.292 бицикла и Мол буби у Будимпешти.
У 2014. години у УК је покренуто неколико шема дељења бицикала, укључујући градове Бат, Глазгов, Милтон Кинс и Стерлинг. У априлу 2015. године у Белфасту је покренута нова шема јавног запошљавања, брендирана Белфаст бајкс. Шема је покренута у Кардифу у мају 2018. Уговор о шеми дељења бицикала у Бату завршио се у фебруару 2019. године, а бицикли више нису били доступни за изнајмљивање од 8. фебруара 2019. Описана као Некстбајкова „водећа шема” у УК, бицикли у Кардифу су претрпели претерани вандализам у 2019. години, а напади су извршени и на тимове за одржавање.
Шеме у САД укључују градове Питсбург (Пенсилванија), Вест Палм Бич (Флорида) и Округ Хадсон (Њу Џерзи).

## Галерија
- nextbike хардвер рачунар
- nextbike станични терминал
- Мол буби станица у Будимпешти
- Бајки станица у Дубаију
- Турку, Финска
- Лвив, Украјина
- Округ Хадсон, Њу Џерзи, САД
- Трг ослобођења у Сарајеву, ФБиХ, БиХ
- Христов храм у Бањалуци, РС, БиХ
- Ул. Ивана Гундулића у Загребу, Хрватска